# 格莱斯韦勒
格莱斯韦勒是德国莱茵兰-普法尔茨州的一个市镇。总面积3.73平方公里，总人口594人，其中男性292人，女性302人（2011年12月31日），人口密度159人/平方公里。